# 戇豆放大假
《戇豆放大假》（英語：Mr. Bean's Holiday）是根據英國同名電視喜劇拍攝的一套喜劇電影，路雲·雅堅遜、麥克斯·鲍德里、愛瑪·迪·可力領銜主演，電影於2007年3月30日在英國首映。

## 介紹
豆豆假期是自1997年电视剧《戇豆先生》搬上電影螢幕後，第二部以该剧為基礎的喜劇電影。前作电影《憨豆先生》于1997年上映。

## 劇情
戇豆先生（路雲·雅堅遜飾）駕駛他的綠色迷你汽車到一座教堂參加抽獎活動，用掛鎖把車鎖上後便進去參加抽獎。原先他抽獎號碼是「616」，但叫到頭獎號碼是「919」。他失望地把抽獎券拋到旁邊小孩玩的火車模型中，意外發現他的號碼倒過來就是「919」，加上在場壓根沒有此號得主。於是他在即將重抽之際趕緊回應領取獎項：免費一周坎城之旅、一部索尼DCR-HC96攝影機和200欧元零用金。
豆豆先生原計畫從倫敦搭乘火車到達巴黎北站。他必須到達巴黎里昂車站轉車至坎城，於是他搭乘計程車前往。不過在他上車前那輛計程車已被其他乘客乘坐走了，而他誤坐了另一輛計程車而不小心到了拉德芳斯區新凱旋門。當他到達時就利用地圖和壞掉不會動的指南針一路“直行”往南走去，途中害得交通大打結，還誤闖入正在接受媒體採訪的名導演卡森·克雷（威廉·達佛飾）所在地，最後終於回到巴黎里昂車站。他到達時知曉火車會在5分鐘後離開，他趁著空閒便到自動販賣機。他從領帶中取出金錢，但是領帶卻捲入了販賣機中。火車則被錯過了，無奈之下他只好目送列車離開，下班車則是一小時後。
等待過程中，他到蓝色列车餐厅吃飯。在店內他被餐廳經理推薦一道什錦海鮮拼盤（生蠔和蝦類），不懂法語無法看菜單的他只能順應說：「Oui !（中譯︰是）」，結果發現來的是他最討厭的生冷食物（參見剧集第二集關於他到高級餐馆對韃靼牛肉的態度和反應；或第八集關於他到酒店食用變壞了的生蠔後拉肚子，自此之後他對生冷食物有所恐懼症）。於是他在經理面前假裝把牡蠣都吃下去了，但其實都接在餐廳圍巾內，並假裝弄掉餐刀實則撿拾之際偷偷地將生蠔全都倒在隔壁桌一個女人手提袋中。經理還提醒他別忘了吃淡水龙虾，於是他把整隻螯蝦連殼全部吃下去。用餐完畢後，當那女人要伸手拿出手提包中的行動電話時，卻被那些倒進去的生蠔嚇得驚聲尖叫，豆豆先生則稍早付款趁著混亂空隙快步離去。
下一班車即將就要出發了，他在月台上請了一個正要上車的俄罗斯乘客埃米尔·达切夫斯基（卡瑞爾·羅登飾）幫他拍攝一段他登上火車的影像。但每一次都有“事故”，例如踢翻达切夫斯基放在地上的咖啡，或被其他物品遮擋等，但他堅持要一個完美短片。等到終於拍完時，火車準備要離站了，而豆豆先生跳上車後，达切夫斯基卻來不及趕上車而被遠遠拋在後頭。达切夫斯基在月台上追著火車，他兒子史提芬（麥克斯·鲍德里飾）則隔著窗戶著急在車內呼喊著爸爸。豆豆先生看見難過又無助的史提芬，對他表示同情和内疚。他想逗史提芬開心，但卻遭動作太過無厘頭而被其痛毆。隨後史提芬在火車到達下一站時下車。
豆豆先生看見一個醉漢徘徊在史提芬附近並打量著他，於是他下車去把他趕走。當他走回火車上後，卻發現史提芬拿走了他的攝影機，等他把攝影機拿回來時，火車已經駛離月台。他來不及上車，隨身行李也落在車上。他和史提芬在月台上等待時，氣得歇斯底里手足無措，旁邊的史提芬故意模仿他的動作，雖然他們不懂彼此的語言，但之間的友誼卻悄悄的發展。下一班火車來時，史提芬老爸达切夫斯基正好在車上，但是火車卻沒有停下來。於是达切夫斯基拿了一張紙卡寫下自己手機號碼貼著窗外，讓兒子與他通話。但錄影後發現他的手把最後兩碼擋住了，於是豆豆先生和史提芬決定嘗試撥打100種可能號碼。他們在下一班火車來時，即時地跳上車，偏偏錢包和護照卻落在電話亭上，氣得豆豆先生一度昏厥。但因為身上沒有車票和補票的錢，碰上了列車長查票雙雙被趕下車。
由於身無分文，史提芬不得不可憐委屈的向站內乘客乞討零錢，豆豆見狀也如法炮製了起來但被當怪人稍後還雙雙摳電話機找零錢，但行徑卻引來保安人員側目和驅趕。被追出站外的兩人，飢渴難耐之下選擇在市場賣藝，配合各種音樂演出，最後和史提芬成功地即興演出贾科莫·普契尼歌劇「親愛的爸爸」後，終於賺到錢買巴士車票。但手上滿是食物的豆豆，卻不小心讓車票飛走了，又經過接連巧合沾在雞腳讓票跑到千里之外，而豆豆先生也順手用單車追了上去。史提芬則未上車而加入了同樣在市場內表演的一個搖滾樂團，並和他們一同踏上旅途。豆豆追到一個農場欲找回車票，卻白費心機，回來更發現單車被莫名其妙出現的坦克車輾得破碎，還好攝影機完好無損。
豆豆欲搭順風車卻多次失敗，更受困於一間木屋廁所內，但還是被行車撞毀奇蹟地走出來，沿著山路漫無目的的走，最終體力不支而倒下。第二天他一醒來，朦朧間看見一座古城，如人間仙境，還有一位美貌小姐莎賓娜（愛瑪·迪·可力飾）。突然出現了襲擊的坦克車和士兵，於是豆豆發揮了英雄救美精神出來捨身救莎賓娜，事實上卻擺了烏龍，誤入了一個戰爭片片场中（拍攝蔓越莓酸奶廣告）。豆豆先生被強行換上士兵戲服後，剛好發現此片導演正是卡森，豆豆拍戲時因為不專心拿攝影機使導演喊了兩次「cut」，最後被撤換掉，此時豆豆發現自己攝影機沒電，拿去充電時沒注意到那是劇組用於爆破的插座，而導演也被豆豆亂搞配電盤使得自己被爆破設施炸傷。
豆豆先生欲離開時，看見一台跟自己那台綠色迷你一模一樣的車，頓時啞口無言，而開車的正是那位片場那位美麗的女演員莎賓娜。兩人結伴同行，一起朝戛纳出發。途中在休息站裡遇上失蹤多時的史提芬，以及與史提芬同行的搖滾樂團，於是史提芬加入了豆豆的行列。後來他們連夜到坎城去。莎賓娜因沒有休息，而在駕駛時沉沉睡去。豆豆唯有幫莎賓駕駛，但自己很累也想睡，所以豆豆想出各種方法防止自己睡著。不久莎賓娜醒了，並發現自己到了坎城。豆豆欲駛進坎城市，車子沒油開到加油站，莎賓娜去換衣服時，從電視新聞中意外發現豆豆被媒體當成綁架小孩通輯犯，自己則莫名成為共犯。莎賓娜將豆豆和史提芬分別喬裝打扮成她的媽媽和女兒，順利通過檢查，警方還開路護送他們到影展，不過現場得知只有持邀請函的人才能進場。
豆豆和史提芬想辦法成功溜進電影院，螢幕上放映着卡森的藝術电影，底下觀眾睡倒一片。莎賓娜驚覺自己戲份被刪減，豆豆靈機一動，把他拍攝的莎賓娜片段和旅途影像跟播放中的電影對換，這些畫面搭配原本藝術電影的台詞竟也毫無違和感。卡森愤怒地前往放映室一探究竟，他一脚踢壞放映機導致當機，瞬轉到史提芬對著鏡頭開心咧嘴大笑的照片，豆豆終於在最後關頭證明自己是無辜的。
這部拼貼了豆豆拍攝片段的藝術電影，陰錯陽差讓全場觀眾大喝采，豆豆也搖身成為影壇新星。史提芬和达切夫斯基在戛纳电影节中父子團聚，本欲找豆豆算账的卡森面对此情此景，順水推舟在台上感謝与和解，且受到豆豆影響，改變了拍片風格。從劇院後門出來，豆豆終於如願找到了這趟旅程心心念念的沙灘，眾人在那裡度過了歡樂時光並大合唱。

## 演員
- 路雲·雅堅遜 飾 戇豆先生
- 麥克斯·鲍德里 飾 史提芬·达切夫斯基
- 愛瑪·迪·可力 飾 莎賓娜
- 威廉·達佛 飾 卡森·克雷(台譯柯卡森)
- 卡瑞爾·羅登 飾 埃米尔·达切夫斯基
- 史蒂夫·佩姆伯顿 飾 牧師（抽獎活動主持人）
- 尚·侯謝弗（英语：Jean Rochefort） 飾 藍色列車餐廳經理
- Catherine Hosmalin（英语：Catherine Hosmalin） 飾 查票員
- 厄本·康瑟力耶（英语：Urbain Cancelier） 飾 公車司機
- 史帝芬·迪貝（英语：Stéphane Debac） 飾 交通管制員
- 茱莉·弗妮荷（英语：Julie Ferrier） 飾 The First AD
- 莉莉·莎絲翠(路雲·雅堅遜之女) 飾 莉莉（抽獎活動立體聲放映者）

## 上映日期
- 2007年3月22日：汶莱、新加坡、马来西亚
- 2007年3月23日、3月24日：英国（預映）
- 2007年3月29日：泰国、捷克、荷兰、德国、俄罗斯、葡萄牙、新西兰、以色列、澳大利亚、克罗地亚、印度尼西亚
- 2007年3月30日：丹麥、芬蘭、挪威、瑞典、英国、法国、西班牙、立陶宛、愛沙尼亞、南非共和國
- 2007年4月3日：塞尔维亚
- 2007年4月4日：比利时
- 2007年4月5日：香港、墨西哥、黎巴嫩
- 2007年4月6日：冰岛、巴西、意大利
- 2007年4月13日：波兰
- 2007年5月12日：印度
- 2007年6月1日：臺灣
- 2007年7月27日：中国大陆
- 2007年8月31日：美国
- 2007年9月28日：加拿大
- 2008年1月19日：日本

## 外部連結
- 官方網站 （页面存档备份，存于）
- Working Title films page
- Mr. Bean's Holiday pictures （页面存档备份，存于）
- Mr. Bean's Holiday review at iomtoday.co.im
- 互联网电影数据库（IMDb）上《戇豆放大假》的资料（英文）
- 爛番茄上《戇豆放大假》的資料（英文）
- AllMovie上《戇豆放大假》的资料（英文）
- Box Office Mojo上《戇豆放大假》的資料（英文）
- Metacritic上《戇豆放大假》的資料（英文）
- 開眼電影網上《戇豆放大假》的資料（繁體中文）
- Yahoo奇摩電影上《戇豆放大假》的資料（繁體中文）
- 豆瓣电影上《戇豆放大假》的資料 （简体中文）
- 时光网上《戇豆放大假》的資料（简体中文）